# Duckea flava
Duckea flava är en gräsväxtart som först beskrevs av Heinrich Friedrich Link, och fick sitt nu gällande namn av Bassett Maguire. Duckea flava ingår i släktet Duckea och familjen Rapateaceae. Inga underarter finns listade i Catalogue of Life.